# Franklin Harbour Council
Koordinaten: 33° 41′ S, 136° 56′ O

Der District Council of Franklin Harbour ist ein lokales Verwaltungsgebiet (LGA) im australischen Bundesstaat South Australia. Das Gebiet ist 3.283 km² groß und hat etwa 1300 Einwohner (2016).
Franklin Harbour liegt im Nordwesten der Eyre-Halbinsel am Spencer-Golf etwa 210 km Luftlinie nordwestlich der Metropole Adelaide. Das Gebiet beinhaltet 26 Ortsteile und Ortschaften: Carpa, Charleston, Coolanie, Cowell, Elbow Hill, Franklin Harbour, Glynn, Hawker, Heggaton, James, Lucky Bay, Mangalo, McGregor, Midurnie, Miltalie, Miltalie North, Minbrie, Mitchellville, Mount Millar, Playford, Port Gibbon, Pondooma, Utera, Warren, Wilton und Yabmana. Der Verwaltungssitz des Councils befindet sich in der am Franklin Harbour gelegenen Küstenstadt Cowell, wo etwa 1000 Einwohner leben (2016).

## Verwaltung
Der Council von Franklin Harbour hat sechs Mitglieder, die fünf Councillor und der Vorsitzende und Mayor (Bürgermeister) des Councils werden von den Bewohnern der LGA gewählt. Franklin Harbour ist nicht in Bezirke untergliedert.